# Bernd Mertens
Bernd Mertens (* 1967 in Duisburg) ist ein deutscher Rechtshistoriker, Jurist und Professor für Bürgerliches Recht sowie Deutsche und Europäische Rechtsgeschichte an der Universität Erlangen-Nürnberg.

## Leben und Schaffen
Mertens studierte 1986 bis 1991 Rechtswissenschaft, Philosophie und Geschichte in Tübingen und Genf. 1995 erfolgte die Promotion zum Dr. iur. in Tübingen mit einer Arbeit zur Monopolgesetzgebung und Monopolprozessen im 16. Jahrhundert. Nach einigen Jahren als Rechtsanwalt in Köln und London entschloss er sich 2000 zur Habilitation, wofür er ein Habilitationsstipendium der Deutschen Forschungsgemeinschaft sowie ein weiteres Stipendium für einen Forschungsaufenthalt in London erhielt. Die Habilitation erfolgte 2003 in Tübingen mit einer rechtsvergleichenden Arbeit zur Gesetzgebungstechnik im Zeitalter der Kodifikationen. 
Seit 2004 ist er Inhaber des Lehrstuhls für Bürgerliches Recht, Deutsche und Europäische Rechtsgeschichte an der Friedrich-Alexander-Universität Erlangen-Nürnberg. 2006 wurde er mit dem Wissenschaftspreis des Deutschen Bundestags ausgezeichnet. Seine Forschungsschwerpunkte liegen in der Gesetzgebungsgeschichte und in der Wirtschaftsrechtsgeschichte der Neuzeit sowie in Methodenfragen bei der Rechtsetzung. Mertens ist Mitherausgeber der Zeitschrift für Neuere Rechtsgeschichte.

## Schriften (Auswahl)
- Im Kampf gegen die Monopole. Reichstagsverhandlungen und Monopolprozesse im frühen 16. Jahrhundert (= Tübinger Rechtswissenschaftliche Abhandlungen, Band 81), Mohr Siebeck, Tübingen 1996, ISBN 978-3-16-146566-6.
- Gesetzgebungskunst im Zeitalter der Kodifikationen. Theorie und Praxis der Gesetzgebungstechnik aus historisch-vergleichender Sicht (= Tübinger Rechtswissenschaftliche Abhandlungen, Band 98), Mohr Siebeck, Tübingen 2004, ISBN 3-16-148300-6.
- Rechtsetzung im Nationalsozialismus (= Beiträge zur Rechtsgeschichte im 20. Jahrhundert, Band 62), Mohr Siebeck, Tübingen 2009, ISBN 978-3-16-150103-6.
- Die Aberkennung von Doktorgraden an der Juristischen Fakultät der Universität Erlangen im Nationalsozialismus (= Erlanger Forschungen, Sonderreihe, Band 15; zusammen mit M. Feketitsch-Weber), FAU University Press, Erlangen 2010, ISBN 978-3-930357-99-4.
- Gönner, Feuerbach, Savigny. Über Deutungshoheit und Legendenbildung in der Rechtsgeschichte, Mohr Siebeck, Tübingen 2018, ISBN 978-3-16-156575-5.
- Rechtsgeschichte Bayerns. 13 Jahrhunderte bayerische Rechtsentwicklung im Spiegel der wichtigsten Rechtsquellen, C. H. Beck, München 2024, ISBN 978-3-406-82500-2.